# Cumbernauld, Kilsyth and Kirkintilloch East (circonscription du Parlement britannique)
Circonscription parlementaire de la Chambre des communes
Cumbernauld, Kilsyth and Kirkintilloch East est une circonscription électorale britannique située en Écosse.

## Géographie
La circonscription comprend:
- Les villes de Kilsyth, Cumbernauld et Kirkintilloch
- Les villages et paroisses civiles de Wardpark, Castlecary, Abronhill, Dullatur, Banton, Seafar, Kildrum, Condorrat, Craigmarloch, Luggiebank, Craigmarloch, Auchinstarry, Twechar, Lennoxtown et Queenzieburn

## Liste des députés
| Élection                                                                                                  | Élection | MP               | Parti              |
| --- | -------- | ---------------- | ------------------ |
| Cumbernauld, Kilsyth and Kirkintilloch East issue de Cumbernauld and Kilsyth et Strathkelvin and Bearsden |          |                  |                    |
| | 2005     | Rosemary McKenna | Parti travailliste |
| | 2010     | Gregg McClymont  | Parti travailliste |
| | 2015     | Stuart McDonald  | SNP                |

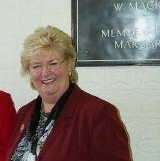
Rosemary McKenna (2005-2010)
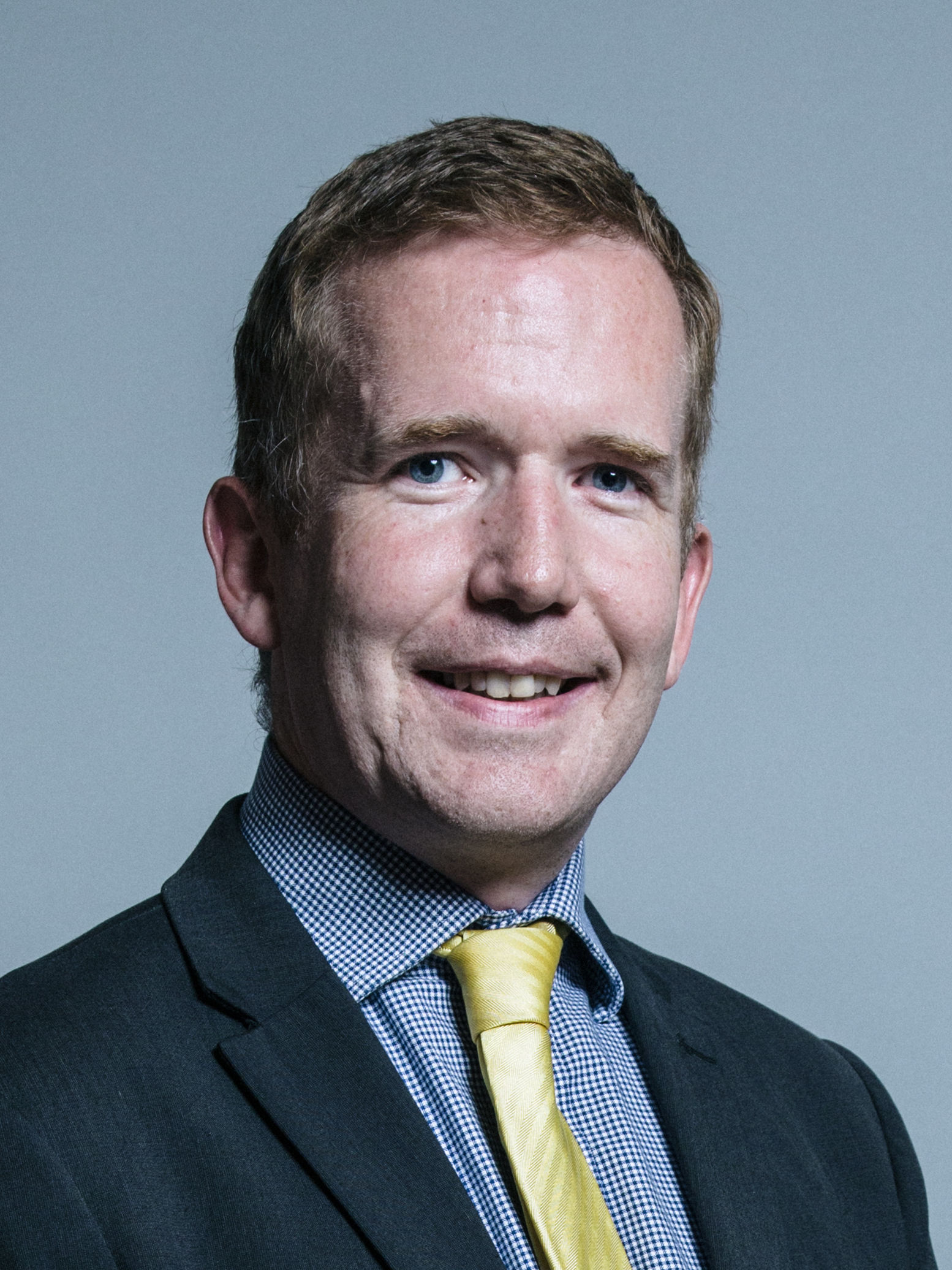
Stuart McDonald (2015-Présent)

## Référence
- (en) Cet article est partiellement ou en totalité issu de l’article de Wikipédia en anglais intitulé « Cumbernauld, Kilsyth and Kirkintilloch East (UK Parliament constituency) » (voir la liste des auteurs).
- Carte des circonscriptions du Royaume-Uni — Ordnance Survey (Service cartographique du Royaume-Uni)